# Paulus II. Baumann
Paulus II. Baumann (* 4. September 1644 in Würzburg; † 1. April 1725 in Ebrach) war von 1702 bis zu seiner Resignation 1714 Abt des Zisterzienserklosters in Ebrach.

## Leben
Paulus II. Baumann wurde am 4. September 1644 im unterfränkischen Würzburg geboren. Über die Eltern des späteren Abtes schweigen die Quellen, auch etwaige Geschwister des Paulus finden keinerlei Erwähnung. Ebenso wird die schulische Ausbildung Baumanns nirgends genannt, wahrscheinlich besuchte der Junge die Lateinschule in seiner Heimatstadt, bevor er ein Studium an der Universität Würzburg aufnahm.
Mit seinem Eintritt ins Kloster wird Baumann am 20. August 1663 wieder fassbar. An diesem Tag legte er sein ewiges Gelübde ab und wurde Zisterziensermönch. Bereits sieben Jahre später, am 9. November 1670, feierte der junge Paulus seinen ersten Gottesdienst. Innerhalb des Klosters stieg er daraufhin schnell auf: Er stand zunächst dem Klosteramt in Sulzheim vor, bevor er Amtmann in Mönchherrnsdorf wurde, das heute zu Burgebrach gehört. Im Kloster selbst wurde er Bursarius, später Kanzleidirektor.
Nach der Resignation seines Vorgängers Candidus Pfister am 11. Dezember 1702 wählten die Mönche Baumann noch am selben Tag zum fünfundvierzigsten Abt des Klosters Ebrach. Eine der ersten Amtshandlungen war eine Reise nach Oberbayern. Abt Paulus II. vermittelte hier zwischen Theobald I. von Kloster Aldersbach und Maximilian II. Emanuel von Bayern. Zwischen beiden Parteien war es nach der Wahl Theobalds zu Unstimmigkeiten gekommen.
In Ebrach begann Paulus damit, die Klosterkirche neu auszustatten. Hierzu schaffte er zwei große Kandelaber an. Gleichzeitig ließ er einige Bauten in den Klosterdörfern erneuern. In Waldschwind, Weyer, Rödelsee und Würzburg errichtete er die Klosterhöfe neu. Mit zunehmendem Alter litt Paulus unter Nierensteinen und bat 1714 beim Generalabt Stephan I. Jung von Salem um seine Resignation. Diese wurde ihm am 26. August 1714 bewilligt. Als emeritierter Abt lebte Paulus II. weiter im Kloster. Er starb am 1. April 1725.

## Wappen

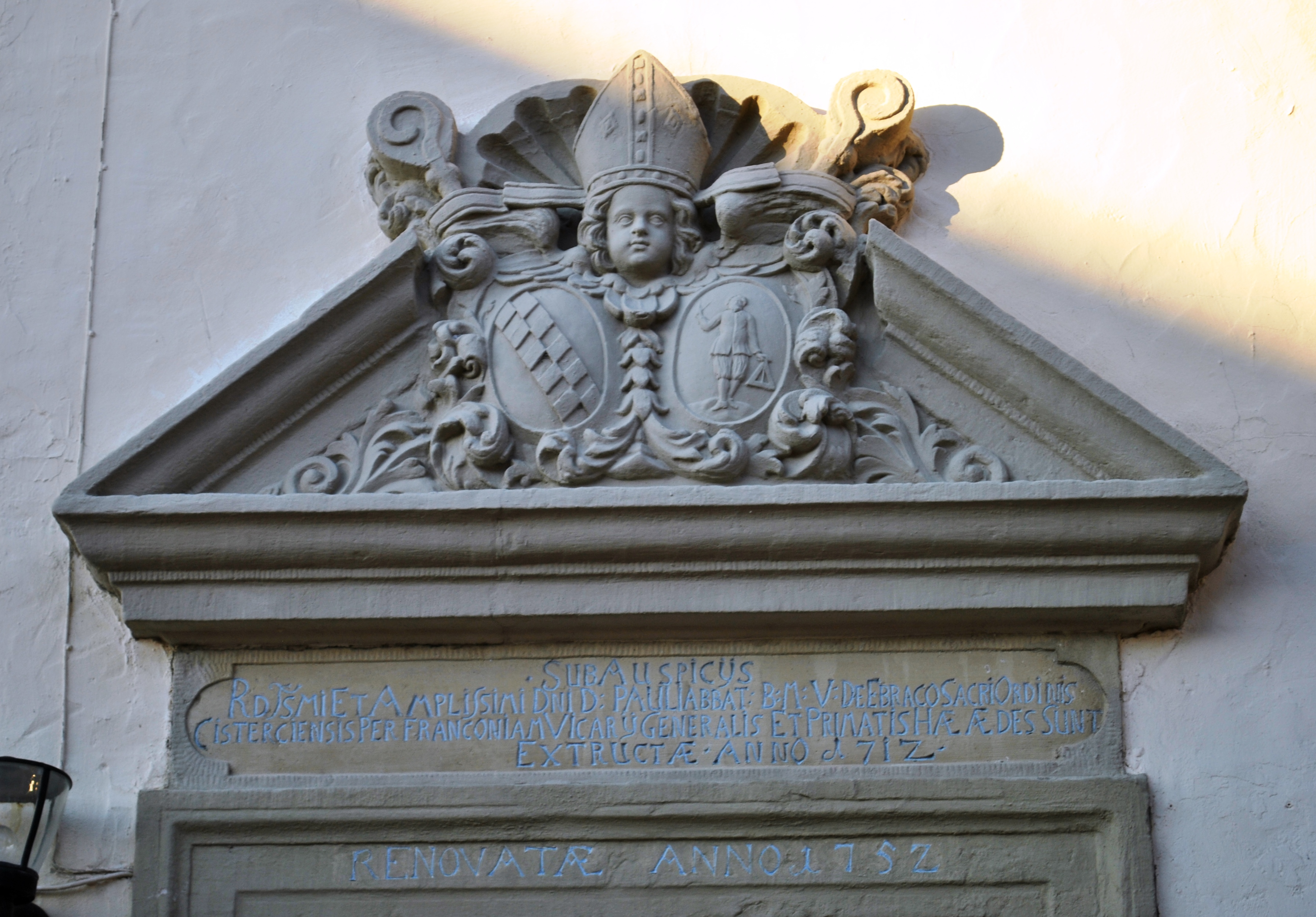
Das Wappen am Ebracher Hof in Rödelsee

Das persönliche Wappen des Abtes Paulus II. Baumann ist am Elgersheimer Klosterhof im heutigen Ortsgebiet von Volkach zu finden. Eine weitere Version wurde am Klosterhof in Rödelsee angebracht. Beschreibung: Ein stehender Mann mit Hut, in der rechten, erhobenen Hand ein Dreieck, in der linken ebenso. Das Wappen wurde mit den Buchstaben F•P•A•E (ausf. Frater Paulus Abbas Ebracensis, lat. Bruder Paulus, Abt von Ebrach) und der Jahreszahl 1712 datiert. Die Tingierung des Wappens ist unbekannt.